# Konstantin Arsenjev
Konstantin Konstantinovitj Arsenjev (ryska: Константин Константинович Арсеньев), född 5  februari (gamla stilen: 24 januari) 1837 i Sankt Petersburg, Kejsardömet Ryssland, död där 22 mars 1919, var en rysk jurist, politiker och skriftställare.
Efter advokatverksamhet och tjänst vid justitieministeriet författade Arsenjev en rad artiklar om Rysslands inrikespolitik, vilka från 1882 till 1905 innehöll den enda offentligt tryckta kritik av självhärskardömet, som under dåvarande Rysslands stränga censurförhållanden tolererades av myndigheterna, och vilka därför hade stor samhällelig betydelse. Arsenjev var en av grundläggarna av partiet för demokratiska reformer 1906 och utövade även en vidsträckt litterär-kritisk verksamhet behandlande in- och utländska författare. Från 1891 till sin död var Arsenjev en av huvudredaktörerna för ryska Brockhaus-Efrons encyklopediska ordbok, första och andra upplagan.